# Língua matanauí
O matanauí (ou matanawí) é uma língua indígena brasileira extinta falada pelos índios matanauis. É uma língua isolada.

## Vocabulário

### Alves (2019)
Vocabulário do matanawí por Diego Valio Antunes Alves (2019: 19, 40, 86) (fonte dos dados: Curt Nimuendajú 1925):
| Português         | Matanawí            |
| ----------------- | ------------------- |
| arco-íris         | turusiˈkabm         |
| rio Madeira       | kajaˈri             |
| rio Marmelos      | piruaˈri            |
| canoa             | anawˈa              |
| remo              | huˈra               |
| Tipity            | tipiˈti             |
| caminho           | aã                  |
| faca              | juimã               |
| arco              | parəˈa              |
| peneira           | manaˈri             |
| cuia              | oˈᴐ                 |
| Matanawi          | matanawˈɨ           |
| Urupá             | ʧʊakʊbm             |
| Parintintin       | tapakaˈra itoĕbeˈhẽ |
| negro             | mɨrɨbm / mɨˈrebn    |
| Jarú              | jaˈru               |
| Múra              | muˈra               |
| Múra (rio Branco) | jaˈhahĩ             |
| tamanduá mirim    | wiʃoˈho             |
| guariba           | uruˈrem / ʊruˈrəhm  |
| papagaio          | awuˈru              |
| galinha           | pataˈri             |
| camaleão          | ʦɨnɨˈmί             |
| jaboti            | jawaˈri             |
| cururu            | turuˈru             |
| surubi            | urukʊˈta / urukuˈta |
| tucunaré          | pariˈta / parɨˈta   |
| formiga           | pakiˈpi             |
| abelha            | mawˈɨ / horohoˈrᴐ   |
| timbó             | kuiˈmã iː / koiˈmɨ  |
| cabeça            | apa zɨ              |
| joelho            | atura paʃi jɨ       |
| pele              | uhᴐ zɨ              |
| seio              | mapã mətᴐ           |
| sangue            | mɨĩ                 |
| coração           | miʃi ta             |
| lenha             | uaː                 |
| fumaça            | ua risi             |
| céu               | rito                |
| noite             | jamãru              |
| machado           | jaʃi                |
| homem             | papɑ́                |
| mulher            | mapɨwã              |
| cobra             | ija                 |
| peixe             | mami                |
| árvore            | ɨ                   |
| algodão           | wakɨsi              |
| vermelho          | awu zɨ              |

Comparação entre o matanawí e o mura-pirahã:
| Português               | Matanawí         | Mura-pirahã |
| ----------------------- | ---------------- | ----------- |
| língua                  | ihuzɨ            | ipopaj      |
| lábio                   | ɲaruzɨohᴐ        | apipaj      |
| orelha                  | atahuzɨ          | apopaj      |
| cabelo                  | apa zi jaa       | apapataj    |
| coxa                    | aritʊzɨ, aritᴐzi | akuapaj     |
| boca                    | ɲaru zɨ          | kaopaj      |
| dente                   | arɨzɨ            | atopaj      |
| nariz                   | natuzi           | itopaj      |
| olho                    | tuʃiji           | kupaj       |
| braço                   | apiji            | atoewe      |
| mão                     | ũsu zɨ           | upaj        |
| unha da mão             | ũsuzɨhᴐ          | upapaj      |
| perna                   | aturazɨ          | ipopaj      |
| pé                      | iʃijɨ            | apaj        |
| água                    | apɨ              | pe          |
| fogo                    | ua               | wai         |
| chuva                   | apɨ              | pe          |
| lua                     | ka               | kahaiai     |
| terra                   | wɨsa             | bege        |
| pedra                   | aja              | aapuuj      |
| sol                     | viː              | wese        |
| casa                    | pi               | ataj        |
| rede                    | api              | apiʃara     |
| flecha                  | awɨ              | apoahaj     |
| pente                   | parata           | isowe       |
| esteira                 | kɨnũ             | pahoese     |
| panela                  | wata             | waaj        |
| paus para produzir fogo | ɨ                | ie          |
| mel                     | ʦɨza             | ahaj        |
| milho                   | iwari            | tihuahaj    |
| mandioca                | mĩ               | iʃehe       |
| tabaco                  | ɨsəki            | iʧehe       |

### Nimuendajú (1925)
Uma seleção de palavras matanawis coletadas por Curt Nimuendajú no ano 1922 do índio João Comprido (morador em Surupy no Baixo Marmelos).

#### Topónimos
| Português    | Matanawi     |
| ------------ | ------------ |
| Rio Madeira  | kayarí       |
| Rio Marmelos | piruarí      |
| Rio Branco   | apɨ wakɨramĩ |
| Rio Aripuanã | yaʊʃí        |

#### Etnônimos
| Português                                                     | Matanawi           |
| ------------------------------------------------------------- | ------------------ |
| branco                                                        | tʃuenayã́, tʃueanã́  |
| indio                                                         | rɨnĩ́ isã́           |
| Matanaui                                                      | matanawɨ́           |
| Urupá                                                         | tʃʊakʊbm, tuwikə́m  |
| Arára (Aripuanã)                                              | pik.ód             |
| Múra-Pirahá                                                   | piriaháĩ           |
| Parintintin                                                   | tapakará; itoẽbehẽ́ |
| tribu do Rio Paxiuba (Aripuanã)                               | tupiokón           |
| tribu no Aripuanã                                             | apiyipã́            |
| negro                                                         | mɨrɨ́bm, mɨrébn     |
| indio bravo                                                   | rɨnĩ amarizɨ́       |
| Torá                                                          | tʊrá, turá         |
| Jaru                                                          | yarú               |
| Arára (Rio Preto)                                             | mará               |
| Múra                                                          | murá               |
| Múra (Rio Branco)                                             | yaháhĩ             |
| tribu anthropophaga nas cabeceiras do Rio Preto (Rio Machado) | koʃurái            |
| Munduruku                                                     | paiʃí              |

#### Animais
| Português         | Matanawi          |
| ----------------- | ----------------- |
| macaco prego      | hotó, hotɔ        |
| coatá             | wapɨ́              |
| onça parda        | matuyaá awɨtamɨ̃   |
| lontra            | trarɨá            |
| porco queixada    | rɨwã́, riwɑ̃́        |
| anta              | awiyã́, awiyá      |
| paca              | uã́                |
| morcego           | wawá              |
| tamanduá-mirim    | wiʃohó            |
| preguiça-real     | tahɔrɨ́            |
| rabo              | piyɨ́              |
| guariba           | ʊrurə́bm, ururém   |
| onça pintada      | matuyaá           |
| cachorro          | matú, mató        |
| veado mateiro     | manyɔ             |
| taitetu           | mã́                |
| capivara          | muitá             |
| cutia             | amisí             |
| tamanduá bandeira | yawarí            |
| tatu              | kasearí           |
| pássaro           | wiʃá              |
| ovo               | iyɔ               |
| gavião            | ihasɨ́             |
| urubu             | pipí              |
| arara vermelha    | ã                 |
| papagaio          | awurú             |
| mutum fava        | iwɨ               |
| jacu              | papasɨ, papasí    |
| asa               | ihɔ               |
| pena              | yaá               |
| gavião real       | ihasɨ wanĩ        |
| urubu rei         | pipi wakɨ ramɨ̃    |
| arara amarela     | pará              |
| pato              | urumã́             |
| mutum pinima      | iwí ari           |
| galinha           | patarí            |
| cobra             | iyá               |
| jiboia            | ɨrɨ́pɨrán          |
| sucuriju          | atupiyá           |
| jararaca          | katiti            |
| jacaré            | yipá              |
| camaleão          | cɨnɨmɨ̃            |
| jaboti            | yawarí            |
| teju              | apɨsɨ́             |
| tartaruga         | paʃaʃá            |
| cururu            | tururú            |
| peixe             | mamĩ, mamí        |
| arraia            | iwahʊ, iwahó      |
| sarapó            | nopapá            |
| pacu              | tasí              |
| piranha           | tʃipearɨ́, ʃipiarí |
| surubi            | urukʊtá, urukutá  |
| tucunaré          | paritá, parɨtá    |
| traíra            | tamɨ̃              |
| pulga             | iʃó               |
| carapanã          | ĩ                 |
| mel               | cɨzá, cɨsá        |
| aranha            | wirisɨ́            |
| formiga           | pakipí            |
| embuá             | wararáu           |
| piolho            | ɨʃɨ́, ɨsɨ́          |
| abelha            | mawɨ́, horohorɔ́    |
| vespa             | manɨ̃              |
| borboleta         | pipiyá            |
| cupim             | kaiwã́, kaĩwã́      |
| minhoca           | yawɨsɨ́            |

#### Plantas
| Português   | Matanawi        |
| ----------- | --------------- |
| árvore      | ɨ               |
| campo       | rarɨhú          |
| flor        | rʊãʃí           |
| casca       | ɨũhɔ, ɨuŋhó     |
| castanheira | tʃipɨɨ́          |
| bacaba      | touã́            |
| taboca      | tawà            |
| milho       | iwarí           |
| mandioca    | mĩ              |
| cará        | apɨtɔ           |
| urucu       | aí, ái          |
| tabaco      | ɨsəkɨ́, iʃəki    |
| banana      | iwá             |
| mato        | ʊ̃               |
| folha       | ɨ yaá           |
| fruta       | rʊasí           |
| raiz        | ɨ iʃí           |
| açaí        | ɨrám            |
| cana brava  | tʃiwaɨ́          |
| timbó       | koimɨ́, kuimã́; ĩ |
| batata      | kaĩuã́, kayuã́    |
| algodão     | wakɨsí          |
| pimenta     | iʃihó           |